# La Tuque (aglomeración)
La Tuque (AFI: [latyk], significando El Gorro o El Tocado en francés), antaño llamada Alto Saint-Maurice, es una aglomeración de la provincia de Quebec en Canadá y también un territorio equivalente a un municipio regional de condado. Está ubicado en la región administrativa de Mauricie. La sede y ciudad más poblada es La Tuque.

## Geografía

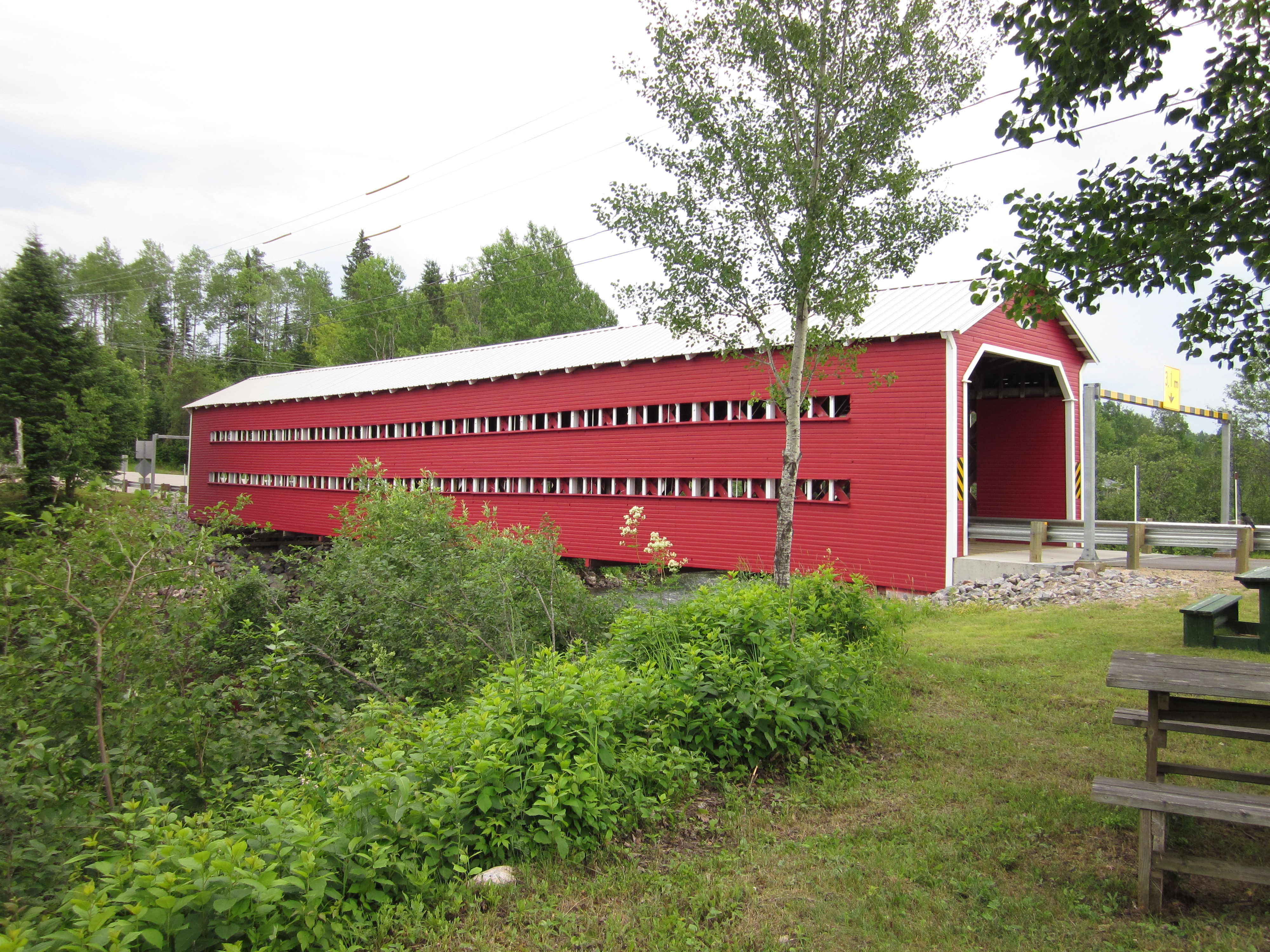
Puente Ducharme en La Bostonnais

La aglomeración de La Tuque ocupa la parte norte al interior de la región de Mauricie, a la encuentra de las regiones de Lanaudière, Laurentides, Outaouais, Abitibi-Témiscamingue, Nord-du-Québec, Saguenay-Lac-Saint-Jean y Capitale-Nationale. Los MRC o territorios equivalentes limítrofes son Jamésie y Le Domaine-du-Roy al norte, Lac Saint-Jean-Est y Costa de Beaupré al noreste, La Jacques-Cartier y Portneuf al este, Mékinac, Matawinie y Antoine-Labelle al sur, La Vallée-de-la-Gatineau al suroeste así como La Vallée-de-l'Or al oeste. La aglomeración o territorio equivalente de La Tuque cubre un grande territorio de aproximadamente de 30 000 km². Está ubicado en el macizo de Laurentides boreales. El relieve es relativamente accidentado. El territorio es cubierto de muchos ríos y estanques como el río Saint-Maurice y los embalses Blanco y Gouin.

## Historia

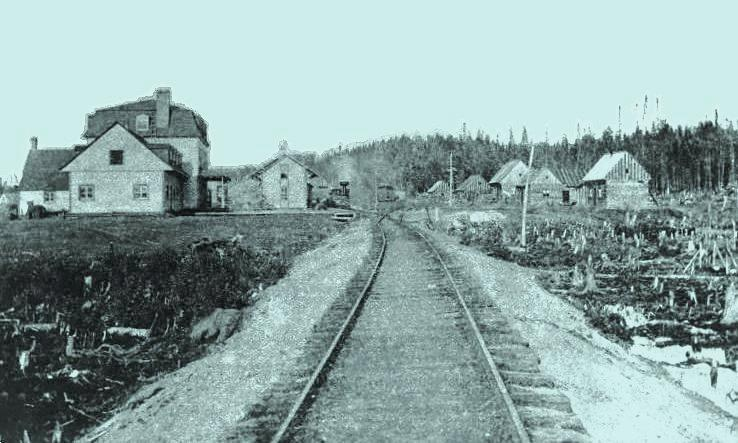
Lac-Édouard hacia 1910

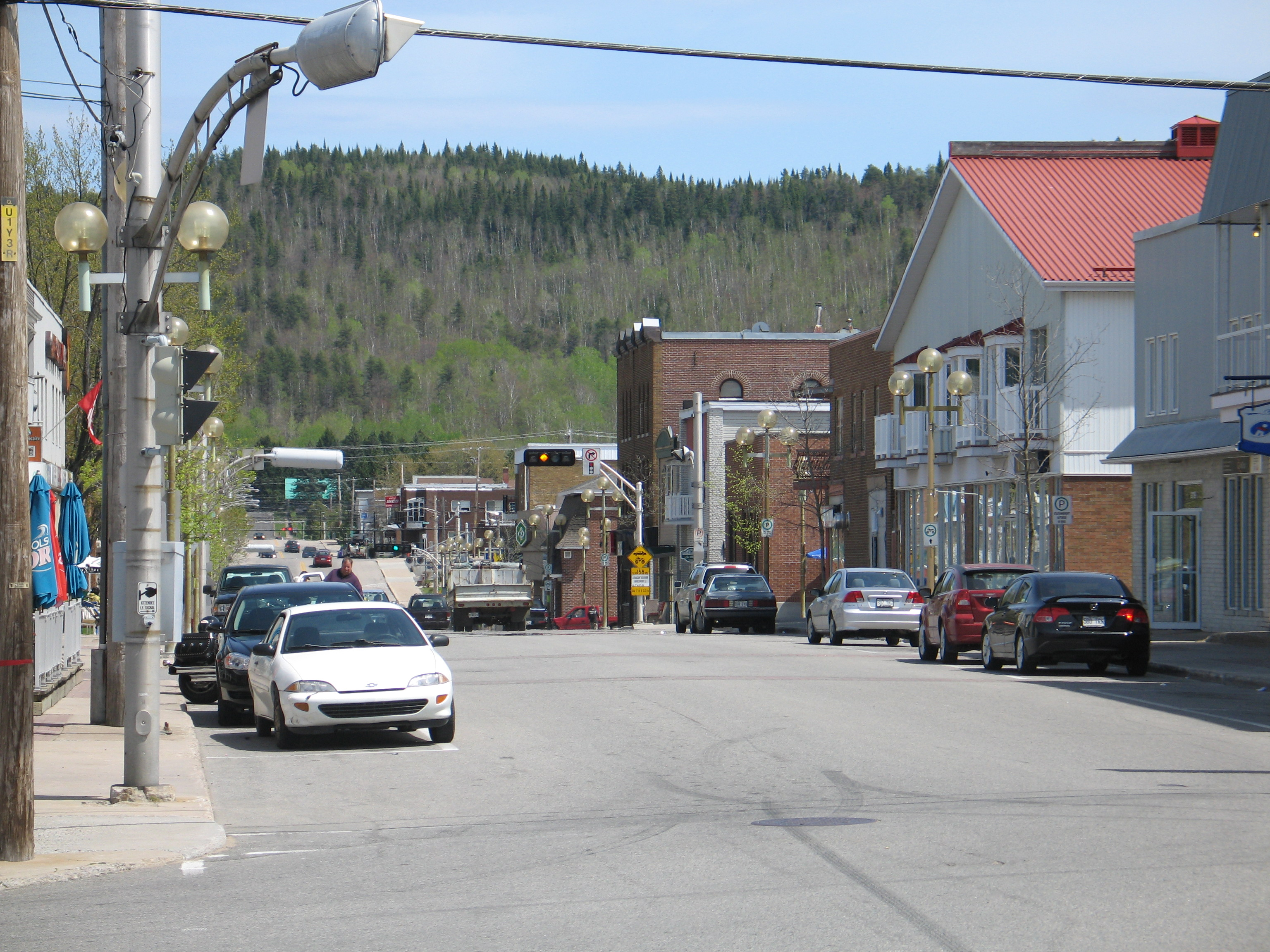
Centro de La Tuque

El MRC de Alto Sainte-Marie fue creado en 1982 con partes de territorios de los antiguos condados de Saint-Maurice, de Champlain y de Abitibi. Hubo entonces cinco municipios en este MRC, cuyo la ciudad de La Tuque, donde vivía la mayor parte de la población. Hubo también doce territorios no organizados cubriendo 92% de su superficie. En 2003, el MRC fue sustituto por el nuevo municipio de ciudad de La Tuque que incluía todo el territorio de los cinco municipios y doce territorios no organizados. En 2006, los habitantes de los ex municipios de Lac-Bostonnais y de Lac-Édouard votaron para la separación de sus comunidades de la ciudad de La Tuque. La aglomeración de La Tuque tiene las competencias de un MRC desde.

## Política
El consejo de aglomeración es compuesto de los miembros del consejo municipal de la ciudad de La Tuque así como de los alcaldes de La Bostonnais y de Lac-Édouard. Las reservas indias de Obedjiwan y de Wemotaci son administradas por consejos de pandilla. El territorio equivalente de La Tuque forma parte de las circunscripciones electorales de Laviolette a nivel provincial y de Saint-Maurice-Champlain a nivel federal.

## Demografía
Según el censo de Canadá de 2011, había 15 130 personas residiendo en este MRC con una densidad de población de 0,6 hab./km². La población ha decrecido de 2,1 % entre 2006 y 2011. El número de inmuebles particulares ocupados por residentes habituales resultó de 6320 a los cuales se suman 2720 otros de los cuales números son residencias secundarias. La población es mayoritariamente de origen francófona e incluye una importante comunidad atikamekw. La mayor parte de la población francófona vive en la ciudad de La Tuque (11 227 habitantes en 2011) aunque los unos, 3360 Attikameks viven sobre todo en los dos pueblos de Wemotaci y de Obedjiwan.

## Economía

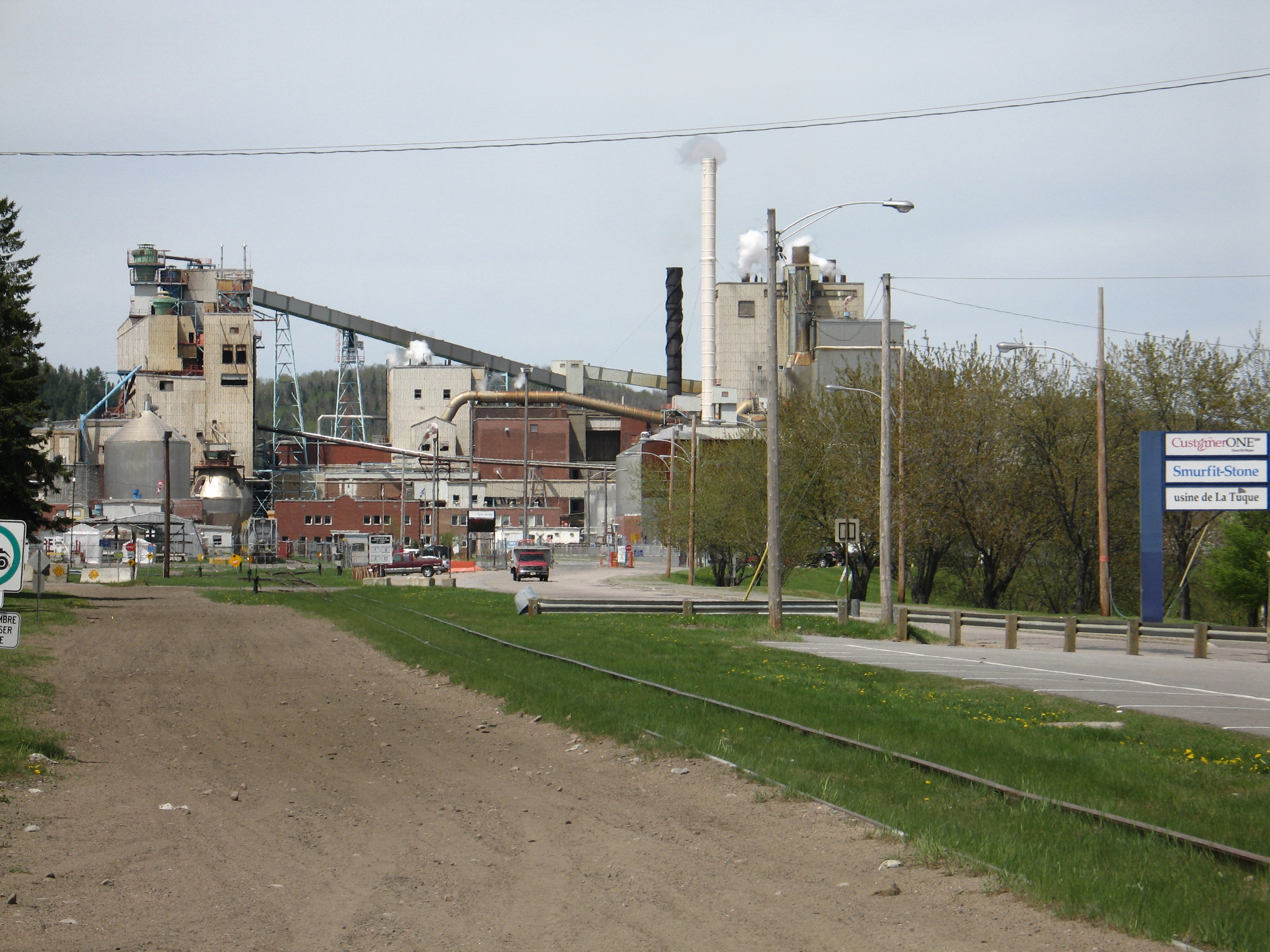
Fabrica Smurfit-Stone en La Tuque

La economía regional consta de la industria de fabricación de pasta a papel y de cartón.

## Componentes
Hay 3 municipios y 3 asentamientos indias en el territorio equivalente de La Tuque.
| Código | Nombre        | Tipo                   | Fecha de constitución | Área total (km²) | Área agua (km²) | Área tierra (km²) | Población 2013 | Gentilicio (en francés) | Densidad (hab./km²) | DT | Número de concejales | CEP        | CEF                     |
| ------ | ------------- | ---------------------- | --------------------- | ---------------- | --------------- | ----------------- | -------------- | ----------------------- | ------------------- | -- | -------------------- | ---------- | ----------------------- |
| 90012  | La Tuque      | Ciudad                 | 26.03.2003            | 28 294,56        | 3511,40         | 24 782,98         | 11 069         | La Tuquois, e           | 0,4                 | D  | 6                    | Laviolette | Saint-Maurice-Champlain |
| 90017  | La Bostonnais | Municipio              | 01.01.2006            | 290,90           | 10,45           | 280,45            | 563            | Bostonnois, e           | 2,0                 | S  | 6                    | Laviolette | Saint-Maurice-Champlain |
| 90027  | Lac-Édouard   | Municipio              | 01.01.2006            | 992,99           | 91,40           | 901,59            | 176            | -                       | 0,2                 | S  | 6                    | Laviolette | Saint-Maurice-Champlain |
| 90801  | Coucoucache   | Reserva india          | .                     | .                | .               | 0,06              | 0              | -                       | 0,0                 | -  | -                    | Laviolette | Saint-Maurice-Champlain |
| 90802  | Wemotaci      | Reserva india          | 08.06.1853            | .                | .               | 32,75             | 1277           | Uemitashiulnu           | 39,0                | -  | -                    | Laviolette | Saint-Maurice-Champlain |
| 90804  | Obedjiwan     | Reserva india          | .                     | .                | .               | 8,70              | 2073           | Upatshuniulnu           | 238,3               | -  | -                    | Laviolette | Saint-Maurice-Champlain |
| 900    | La Tuque      | Territorio equivalente | 09.11.2005            | 29 620           | 3613            | 26 006,51         | 15 158         | .                       | 0,6                 | -  | -                    | Laviolette | Saint-Maurice-Champlain |

DT división territorial, D distritos, S sin división; CEP circunscripción electoral provincial, CEF circunscripción electoral federal 